# Myonia evippe
Myonia evippe är en fjärilsart som beskrevs av Walker 1854. Myonia evippe ingår i släktet Myonia och familjen tandspinnare. Inga underarter finns listade i Catalogue of Life.